# Realismo crítico
El realismo crítico es una postura filosófica que sostiene que la realidad, si bien existe y es independiente de nosotros, no puede ser conocida de manera absoluta, sino que nuestro conocimiento de ella es y solo puede ser aproximado. Además, sostiene que no es posible la certeza. [cita requerida]
El realismo crítico ha sido defendido con variantes por autores como Karl Popper, Rom Harré, Roy Bhaskar, el Cardenal Mercier, Joseph Maréchal, Jean Piaget, Mario Bunge, entre otros.

## Realismo crítico frente a realismo directo, realismo natural o realismo inmediato
El realismo crítico difiere del realismo directo, realismo natural o realismo inmediato en que según este último, el ser humano conoce al objeto mismo sin intermediarios, mientras que el primero afirma que lo hace a través de las cualidades sensibles de este, de manera que si falta el sentido, falta la percepción. Lo que los sentidos captan son las cosas (bajo un determinado aspecto o accidente) y no la sensación misma.
El realismo crítico niega la objetividad de las cualidades secundarias o sensibles propios, dando valor objetivo sólo a las cualidades primarias o sensibles comunes (véase distinción cualidad primaria-secundaria). El idealismo acabó negando la existencia y la objetividad de toda cualidad sensible, considerándolas como puramente subjetivas.[cita requerida]